# 17 август
17 август е 229-ият ден в годината според григорианския календар (230-и през високосна). Остават 136 дни до края на годината.

## Събития
- 986 г. – Българо-византийски войни: Самуил разгромява византийците в Битката при Траянови врата. Император Василий II Българоубиец успява да избяга.
- 1502 г. – Христофор Колумб обявява Хондурас за испанска територия.
- 1756 г. – С нахлуване на пруските войски в Саксония започва Седемгодишната война (1756 – 1763).
- 1771 г. – Английският химик Джоузеф Пристли установява, че растенията отделят кислород.
- 1807 г. – В САЩ е изпробван първият пътнически параход в света, създаден от Робърт Фултън.
- 1876 г. – Виктор Юго произнася реч пред парламента на Франция във връзка с жестокостите при потушаването на Априлското въстание.
- 1915 г. – Линчуване на Лео Франк за убийството на Мери Фейгън на 26 април 1913 г.
- 1916 г. – Първата световна война: Румъния се присъединява към Антантата.
- 1916 г. – От 17 до 22 август се осъществява настъпление на Първа армия: освободен е град Лерин.
- 1919 г. – БЗНС с лидер Александър Стамболийски печели изборите за XVIII обикновено народно събрание.
- 1940 г. – Адолф Хитлер обявява пълна блокада на Великобритания.
- 1945 г. – Индонезия обявява независимост от Нидерландия.
- 1946 г. – Начало на гражданска война в Гърция.
- 1946 г. – От 17 до 24 август се води съдебният процес срещу Вътрешната македонска революционна организация (ВМРО). 22-ма души – бивши дейци и симпатизанти на ВМРО са съдени „за образуване на терористични групи за събаряне на властта“. Двама от тях са осъдени на смърт.
- 1960 г. – Габон придобива независимост от Франция.
- 1962 г. – Източногерманската гранична охрана убива 18-годишния Петер Фехтер при опит да премине Берлинската стена към Западен Берлин – първата жертва на Стената.

- 1970 г. – Програма Венера: Изстрелян е Венера 7, първият космически апарат, който успешно предава сигнал от повърхността на друга планета (Венера).
- 1971 г. – С указ на Държавния съвет на Народна република България е утвърден проект за промяна на герба на страната от 1947 г. В новия герб под лъва има зъбно колело, а датата 9.IX.1944 г. е заменена с 681 – 1944 г.
- 1976 г. – След земетресение с магнитуд 8 по скалата на Рихтер на остров Минданао (Филипини) се образува голямо цунами, което убива повече от 10 хиляди души.
- 1977 г. – В София са открити студентските спортни игри Универсиада 77.
- 1977 г. – Съветският ледоразбивач Арктика е първият кораб, достигнал Северния полюс.
- 1998 г. – Президентът на САЩ Бил Клинтън признава в свидетелски показания, че е имал „неподходящи физически взаимоотношения“ със стажантката от Белия дом – Моника Люински.
- 1998 г. – Русия е принудена да девалвира рублата, икономическата криза е подсилена от политическата ситуация, а властта на президента Борис Елцин е силно разклатена.
- 1999 г. – Измитско земетресение: загиват над 17 хиляди души, а 44 хиляди са ранени в северозападна Турция.
- 2000 г. – Тина Търнър прави последния си голям концерт в Европа.
- 2008 г. – Американският плувец Майкъл Фелпс става първият човек, който спечелва осем златни медала в една олимпиада.

## Родени
- 1601 г. – Пиер дьо Ферма, френски математик († 1665 г.)
- 1603 г. – Ленарт Торщенсон, шведски военачалник († 1651 г.)
- 1629 г. – Ян III Собиески, полски крал († 1696 г.)
- 1753 г. – Йозеф Добровски, чешки филолог, родоначалник на славистиката († 1829 г.)
- 1786 г. – Виктория фон Сакс-Кобург-Заалфелд, херцогиня на Кент († 1861 г.)
- 1861 г. – Робер дьо Бурбулон, френски благородник († 1932 г.)
- 1868 г. – Едуард Абрамовски, полски учен († 1918 г.)
- 1878 г. – Славейко Арсов, български революционер († 1904 г.)
- 1887 г. – Карл I, император на Австро-Унгария († 1922 г.)
- 1887 г. – Маркъс Гарви, ямайски общественик и интелектуалец († 1940 г.)
- 1890 г. – Ханс Крайзинг, германски полковник и командир († 1969 г.)
- 1891 г. – Абрам Кардинер, американски лекар († 1981 г.)
- 1893 г. – Мей Уест, американска филмова и театрална актриса († 1980 г.)
- 1895 г. – Александър Филипов, български литературен критик († 1940 г.)
- 1897 г. – Лазар Дамов, гръцки и югославски комунистически деец († 1970 г.)
- 1898 г. – Матвей Захаров, съветски маршал († 1972 г.)
- 1920 г. – Франк Томпсън, британски офицер († 1944 г.)
- 1926 г. – Дзян Дзъмин, китайски политик († 2022 г.)
- 1929 г. – Гари Пауърс, американски офицер († 1977 г.)
- 1932 г. – Видиядхар Сураджпрасад Найпол, британски писател от индийски произход, Нобелов лауреат през 2002 г. († 2018 г.)
- 1935 г. – Олег Табаков, руски артист († 2018 г.)
- 1936 г. – Никола Гюзелев, български оперен певец († 2014 г.)
- 1943 г. – Николай Шматко, украински скулптор и художник († 2020 г.)
- 1943 г. – Робърт де Ниро, американски актьор
- 1951 г. – Валентин Гаджоков, български актьор
- 1952 г. – Гилермо Вилас, аржентински тенисист
- 1952 г. – Марио Тайсен, германски инженер
- 1952 г. – Нелсън Пикет, бразилски пилот от Формула 1
- 1952 г. – Николай Акимов, български режисьор и сценарист
- 1952 г. – Томас Хенън, американски астронавт
- 1953 г. – Херта Мюлер, румънско-германска писателка Нобелов лауреат
- 1955 г. – Ричард Хилтън, американски предприемач
- 1960 г. – Шон Пен, американски актьор и режисьор
- 1961 г. – Ерве Морен, френски политик
- 1962 г. – Гилби Кларк, американски китарист
- 1962 г. – Майкъл Уилдър, американски шахматист и юрист
- 1966 г. – Родни Мълън, американски скейтбордист
- 1968 г. – Николай Антонов, български лекоатлет
- 1970 г. – Джим Къриър, американски тенисист
- 1977 г. – Уилям Галас, френски футболист
- 1977 г. – Даниел Панку, румънски футболист
- 1977 г. – Таря Турунен, финландска певица
- 1977 г. – Тиери Анри, френски футболист
- 1978 г. – Вибеке Стене, норвежка певица
- 1978 г. – Яна Маринова, българска актриса
- 1980 г. – Дани Гуйса, испански футболист
- 1981 г. – Надя Полякова, българска актриса
- 1983 г. – Том Форд, английски професионален играч на снукър
- 1986 г. – Маркус Берг, шведски футболист
- 1986 г. – Невена Цонева, българска поп певица
- 1987 г. – Михаел Шар, швейцарски колоездач
- 1990 г. – Иван Шарич, хърватски шахматист
- 2000 г. – Лил Пъмп, американски рап изпълнител

## Починали
- 309 г. – Евсевий, римски папа (* ? г.)
- 1657 г. – Робърт Блейк, английски адмирал (* 1599 г.)
- 1676 г. – Ханс Якоб Кристофел фон Гримелсхаузен, германски писател (* 1622 г.)
- 1681 г. – Никон, патриарх московски и всерусийски (* 1605 г.)
- 1786 г. – Фридрих II, крал на Прусия (* 1712 г.)
- 1807 г. – Иван Михелсон, руски военачалник (* 1740 г.)
- 1832 г. – Пиер Домени, френски офицер (* 1776 г.)
- 1850 г. – Хосе де Сан Мартин, аржентински генерал, национален герой на Аржентина, Перу и Чили (* 1778 г.)
- 1872 г. – Спиридон Палаузов, руски историк (* 1818 г.)
- 1868 г. – Хаджи Димитър, български революционер и национален герой (* 1840 г.)
- 1886 г. – Александър Бутлеров, руски химик (* 1828 г.)
- 1944 г. – Петър Овчаров, български революционер (* ? г.)
- 1955 г. – Джон Флюгел, английски психоаналитик (* 1884 г.)
- 1955 г. – Фернан Леже, френски художник (* 1881 г.)
- 1969 г. – Лудвиг Мис ван дер Рое, германско-американски архитект (* 1886 г.)
- 1969 г. – Ото Щерн, американски физик, Нобелов лауреат през 1943 г. (* 1888 г.)
- 1971 г. – Вилхелм Лист, германски фелдмаршал (* 1880 г.)
- 1977 г. – Йоргос Гунаропулос, гръцки художник (* 1889 г.)
- 1987 г. – Рудолф Хес, германски офицер, нацистки военнопрестъпник (* 1894 г.)
- 1988 г. – Мухаммад Зия Ул Хак, пакистански политик (* 1924 г.)
- 1994 г. – Крум Цоков, български дипломат (* 1900 г.)
- 2000 г. – Жак Моше Авдала, български сценограф и живописец (* 1927 г.)
- 2002 г. – Теодор Димитров, български историк (* 1932 г.)
- 2010 г. – Франческо Косига, президент на Италия (* 1928 г.)
- 2015 г.
  - Анастас Наумов, български диригент, композитор и фолклорист (* 1928 г.)
  - Арсен Дедич, хърватски композитор, певец, музикант и поет (* 1938 г.)

## Празници
- Аржентина – Ден на Хосе Мартин (годишнина от смъртта на националния герой)
- Габон – Ден на независимостта (от Франция, 1960 г., национален празник)
- Индонезия – Ден на независимостта (от Нидерландия, 1945 г., национален празник)